# Dafni (Boeotia)
Dafni  este un oraș în Grecia în prefectura Boeotia.